# Fran Windischer
Fran Windischer (víndišer), slovenski pravnik, gospodarstvenik in mecen, * 24. februar 1877, Postojna, † 30. marec 1955, Ljubljana.
Ljudsko šolo je obiskoval v Ljubljani in Vipavi, klasično gimnazijo v Ljubljani (1887-1896). V težavnih gmotnih razmerah, zlasti po 1892, ko mu je umrl oče, si je kot dijak služil denar z inštrukcijami, s pomočjo štipendije pa lahko študiral pravo; 1. semester na Dunaju, ostale v Gradcu (1897-1900), in 1901 doktoriral v Gradcu. Sprva je služboval pri finančnem ravnateljstvu v Ljubljani, nato pri Trgovski in obrtni zbornici ter bil nazadnje generalni tajnik Zbornice za trgovino in obrt v Ljubljani (1925-1931). Bil je član upravnih odborov različnih podjetij in združenj. Deloval je tudi kot publicist. Članke je objavljal zlasti v liberalnem tisku. Odlikoval se je kot mecen slovenskih likovnih umetnikov, gmotno je podpiral delovanje Narodnega gledališča v Ljubljani in bil predsednik istoimenskega društva. Podpiral je delo Znanstvenega društva za humanitarne vede, bil predsednik Slovenskega umetnostnozgodovinskega društva v Ljubljani (1937-1949) in znanstveni sodelavec Zavoda za spomeniško varstvo LRS (1948-1955).